# Melodi Grand Prix
Melodi Grand Prix, známé také jako Grand Prix, MGP nebo Norsk Melodi Grand Prix, je každoroční pěvecká soutěž organizovaná norskou veřejnoprávní stanicí Norsk rikskringkasting (NRK). Soutěž se konala poprvé v roce 1960, vítěz tradičně reprezentuje Norsko na Eurovision Song Contest.
Ze soutěže vzešli tři vítězové Eurovision Song Contest a celkem devět interpretů skončilo mezi devíti nejlepšími. Naopak 12 soutěžících skončilo na posledním místě.

## Historie
Eurovision Song Contest se poprvé konala 24. května 1956 ve švýcarském Luganu. Norsko se poprvé zúčastnilo pátého ročníku v roce 1960. První Melodi Grand Prix se konala 20. února v sídle NRK v Oslu. Deset písní soutěžilo v rozhlasovém semifinále, které se konalo 2. února. 5 nejlepších mělo postoupit do televizního finále, kterého se ale nakonec zúčastnilo 6 písní, jelikož se 3 interpreti dělili o čtvrté místo. Vítězem se stala Nora Brockstedt s písní „Voi Voi“. Na Eurovizi v Londýně 29. března se umístila na čtvrtém místě. O rok později se Melodi Grand Prix zúčastnila znovu a opět vyhrála, tentokrát s písní „Sommer i Palma“.
Soutěž se od roku 1960 nekonala pouze třikrát. V roce 1970 Norsko Eurovizi bojkotovalo kvůli volebnímu systému, kdy v roce 1969 skončily čtyři země na prvním místě. V roce 1991 byla soutěž zrušena poté, co došlo ke zjištění, že přihlášené skladby nejsou kvalitní, a NRK raději vybrala reprezentanta interně. Naposledy se soutěž nekonala v roce 2002, kdy se Norsko Eurovize nemohlo zúčastnit, jelikož v roce 2001 skončilo na posledním místě.

## Vítězové
Všichni vítězové Melodi Grand Prix následně reprezentovali Norsko na Eurovision Song Contest, vyjma roku 2020, kdy byl ročník zrušen kvůli pandemii covidu-19. Norsko soutěž vyhrálo třikrát v letech 1985, 1995 a 2009. Norsko bylo také 12krát poslední: v letech 1963, 1969, 1974, 1976, 1978, 1981, 1990, 1997, 2001, 2004, 2012 a 2024.
| Rok  | Interpret                                 | Skladba                                     | Výsledek na Eurovizi | Výsledek na Eurovizi | Výsledek na Eurovizi      | Výsledek na Eurovizi      |
| Rok  | Interpret                                 | Skladba                                     | Finále               | Body                 | Semifinále                | Body                      |
| ---- | ----------------------------------------- | ------------------------------------------- | -------------------- | -------------------- | ------------------------- | ------------------------- |
| 1960 | Nora Brockstedt                           | „Voi Voi“                                   | 4.                   | 11                   | nekonalo se               | nekonalo se               |
| 1961 | Nora Brockstedt                           | „Sommer i Palma“                            | 7.                   | 10                   | nekonalo se               | nekonalo se               |
| 1962 | Inger Jacobsen                            | „Kom sol, kom regn“                         | 10.                  | 2                    | nekonalo se               | nekonalo se               |
| 1963 | Anita Thallaug                            | „Solhverv“                                  | 13.                  | 0                    | nekonalo se               | nekonalo se               |
| 1964 | Arne Bendiksen                            | „Spiral“                                    | 8.                   | 6                    | nekonalo se               | nekonalo se               |
| 1965 | Kirsti Sparboe                            | „Karusell“                                  | 13.                  | 1                    | nekonalo se               | nekonalo se               |
| 1966 | Åse Kleveland                             | „Intet er nytt under solen“                 | 3.                   | 15                   | nekonalo se               | nekonalo se               |
| 1967 | Kirsti Sparboe                            | „Dukkemann“                                 | 14.                  | 2                    | nekonalo se               | nekonalo se               |
| 1968 | Odd Børre                                 | „Jeg har aldri vært så glad i noen som deg“ | odstoupení           | odstoupení           | nekonalo se               | nekonalo se               |
| 1969 | Kirsti Sparboe                            | „Oj, oj, oj, så glad jeg skal bli“          | 16.                  | 1                    | nekonalo se               | nekonalo se               |
| 1971 | Hanne Krogh                               | „Lykken er...“                              | 17.                  | 65                   | nekonalo se               | nekonalo se               |
| 1972 | Grethe Kausland a Benny Borg              | „Småting“                                   | 14.                  | 73                   | nekonalo se               | nekonalo se               |
| 1973 | Bendik Singers                            | „Å, for et spill“                           | 7.                   | 89                   | nekonalo se               | nekonalo se               |
| 1974 | Anne-Karine Strøm                         | „Hvor er du?“                               | 14.                  | 3                    | nekonalo se               | nekonalo se               |
| 1975 | Ellen Nikolaysen                          | „Det skulle ha vært sommer nå“              | 18.                  | 11                   | nekonalo se               | nekonalo se               |
| 1976 | Anne-Karine Strøm                         | „Mata Hari“                                 | 18.                  | 7                    | nekonalo se               | nekonalo se               |
| 1977 | Anita Skorgan                             | „Casanova“                                  | 14.                  | 18                   | nekonalo se               | nekonalo se               |
| 1978 | Jahn Teigen                               | „Mil etter mil“                             | 20.                  | 0                    | nekonalo se               | nekonalo se               |
| 1979 | Anita Skorgan                             | „Oliver“                                    | 11.                  | 57                   | nekonalo se               | nekonalo se               |
| 1980 | Sverre Kjelsberg a Mattis Hætta           | „Sámiid ædnan“                              | 16.                  | 15                   | nekonalo se               | nekonalo se               |
| 1981 | Finn Kalvik                               | „Aldri i livet“                             | 20.                  | 0                    | nekonalo se               | nekonalo se               |
| 1982 | Jahn Teigen a Anita Skorgan               | „Adieu“                                     | 12.                  | 44                   | nekonalo se               | nekonalo se               |
| 1983 | Jahn Teigen                               | „Do Re Mi“                                  | 9.                   | 53                   | nekonalo se               | nekonalo se               |
| 1984 | Dollie de Luxe                            | „Lenge leve livet“                          | 17.                  | 29                   | nekonalo se               | nekonalo se               |
| 1985 | Bobbysocks                                | „La det swinge“                             | 1.                   | 123                  | nekonalo se               | nekonalo se               |
| 1986 | Ketil Stokkan                             | „Romeo“                                     | 12.                  | 44                   | nekonalo se               | nekonalo se               |
| 1987 | Kate Guldbrandsen                         | „Mitt liv“                                  | 9.                   | 65                   | nekonalo se               | nekonalo se               |
| 1988 | Karoline Krüger                           | „For vår jord“                              | 5.                   | 88                   | nekonalo se               | nekonalo se               |
| 1989 | Britt Synnøve Johansen                    | „Venners nærhet“                            | 17.                  | 30                   | nekonalo se               | nekonalo se               |
| 1990 | Ketil Stokkan                             | „Brandenburger Tor“                         | 21.                  | 8                    | nekonalo se               | nekonalo se               |
| 1991 | Just 4 Fun                                | „Mrs. Thompson“                             | 17.                  | 14                   | nekonalo se               | nekonalo se               |
| 1992 | Merethe Trøan                             | „Visjoner“                                  | 18.                  | 23                   | nekonalo se               | nekonalo se               |
| 1993 | Silje Vige                                | „Alle mine tankar“                          | 5.                   | 120                  | nekonalo se               | nekonalo se               |
| 1994 | Elisabe.Andreassen a Jan Werner Danielsen | „Duett“                                     | 6.                   | 76                   | nekonalo se               | nekonalo se               |
| 1995 | Secret Garden                             | „Nocturne“                                  | 1.                   | 148                  | nekonalo se               | nekonalo se               |
| 1996 | Elisabe.Andreassen                        | „I evighet“                                 | 2.                   | 114                  | nekonalo se               | nekonalo se               |
| 1997 | Tor Endresen                              | „San Francisco“                             | 24.                  | 0                    | nekonalo se               | nekonalo se               |
| 1998 | Lars A. Fredriksen                        | „All I Ever Wanted Was You“                 | 8.                   | 79                   | nekonalo se               | nekonalo se               |
| 1999 | Stig van Eijk                             | „Living My Life Without You“                | 14.                  | 35                   | nekonalo se               | nekonalo se               |
| 2000 | Charmed                                   | „My Heart Goes Boom“                        | 11.                  | 57                   | nekonalo se               | nekonalo se               |
| 2001 | Haldor Lægreid                            | „On My Own“                                 | 22.                  | 3                    | nekonalo se               | nekonalo se               |
| 2003 | Jostein Hasselgård                        | „I'm Not Afraid to Move On“                 | 4.                   | 123                  | nekonalo se               | nekonalo se               |
| 2004 | Knut Anders Sørum                         | „High“                                      | 24.                  | 3                    | TOP 11 z předchozího roku | TOP 11 z předchozího roku |
| 2005 | Wig Wam                                   | „In My Dreams“                              | 9.                   | 125                  | 6.                        | 164                       |
| 2006 | Christine Guldbrandsen                    | „Alvedansen“                                | 14.                  | 36                   | TOP 11 z předchozího roku | TOP 11 z předchozího roku |
| 2007 | Guri Schanke                              | „Ven a bailar conmigo“                      | nepostup             | nepostup             | 18.                       | 48                        |
| 2008 | Maria Haukaas Storeng                     | „Hold On Be Strong“                         | 5.                   | 182                  | 4.                        | 106                       |
| 2009 | Alexander Rybak                           | „Fairytale“                                 | 1.                   | 387                  | 1.                        | 201                       |
| 2010 | Didrik Solli-Tangen                       | „My Heart Is Yours“                         | 20.                  | 35                   | hostitelská země          | hostitelská země          |
| 2011 | Stella Mwangi                             | „Haba Haba“                                 | nepostup             | nepostup             | 17.                       | 30                        |
| 2012 | Tooji                                     | „Stay“                                      | 26.                  | 7                    | 10                        | 45                        |
| 2013 | Margaret Berger                           | „I Feed You My Love“                        | 4.                   | 191                  | 3.                        | 120                       |
| 2014 | Carl Espen                                | „Silent Storm“                              | 8.                   | 88                   | 6.                        | 77                        |
| 2015 | Mørland a Debrah Scarlett                 | „A Monster Like Me“                         | 8.                   | 102                  | 4.                        | 123                       |
| 2016 | Agnete                                    | „Icebreaker“                                | nepostup             | nepostup             | 13.                       | 63                        |
| 2017 | Jowst feat. Aleksander Walmann            | „Grab the Moment“                           | 10.                  | 158                  | 5.                        | 189                       |
| 2018 | Alexander Rybak                           | „That's How You Write a Song“               | 15.                  | 144                  | 1.                        | 266                       |
| 2019 | KEiiNO                                    | „Spirit in the Sky“                         | 6.                   | 331                  | 7.                        | 210                       |
| 2020 | Ulrikke Brandstorp                        | „Attention“                                 | ročník zrušen        | ročník zrušen        | ročník zrušen             | ročník zrušen             |
| 2021 | Tix                                       | „Fallen Angel“                              | 18.                  | 75                   | 10.                       | 115                       |
| 2022 | Subwoolfer                                | „Give That Wolf a Banana“                   | 10.                  | 182                  | 6.                        | 177                       |
| 2023 | Alessandra                                | „Queen of Kings“                            | 5.                   | 268                  | 6.                        | 102                       |
| 2024 | Gåte                                      | „Ulveham“                                   | 25.                  | 16                   | 10.                       | 43                        |

| Legenda | Legenda                              |
| ------- | ------------------------------------ |
| 1       | 1. místo                             |
| 2       | 2. místo                             |
| 3       | 3. místo                             |
| ◁       | poslední místo                       |
| X       | interpret vybrán, ale nezúčastnil se |